# Bogați
Bogaţi é uma comuna romena localizada no distrito de Argeş, na região de Muntênia. A comuna possui uma área de 70.40 km² e sua população era de 4717 habitantes segundo o censo de 2007.